# 郭小溦
郭小溦（1986年11月5日—）是大马第三届《绝对Superstar》总冠军，现为Astro本地圈艺人。2014年2月郭小溦与彭骏雄举行婚礼。

## 音乐作品
辗转经历了1年的光阴，大马第3届《絕对Superstar》总冠军Kay郭晓薇的首张个人EP《花开》终于在2009年3月23日面世了！EP里除了收录3首新歌以及3首新歌的伴奏外，也特别附送由名摄影师Kelvin Chan拍摄的12张精美年历电脑壁纸，Kay可爱甜美有多变的写真，让整天对着电脑工作或上课的你眼前一亮，EP内的新歌呈现轻快舞蹈，让1歌迷们能先“睹”和先“听”为快，感受Kay带来的清甜活力的一面。
- 专辑收录歌曲：《花开》

## 专辑
| 專輯 | 發行          | 專輯名稱 | 曲目                            |
| ---- | ------------- | -------- | ------------------------------- |
| 1st  | 2008年4月     | 后备     | 1. 后备                         |
| 2nd  | 2009年3月23日 | 花开     | 1. 花开 2. 幸福的味道 3. 卡通人 |

## 电视剧
- 2009年 《咖啡恋人馆》（陈以琪）（八度空间）
- 2011年 《追影·筑梦》（Elaine）（八度空间）
- 2011年 《渔米人家》（商燕琪）（NTV7）
- 2011年 《家缘》（江秀莲）（Astro 欢喜台）
- 2012年 《香火》（徐莉莉）（NTV7）
- 2012年 《欢喜欢喜就好（第四季）》（谢金莲-十三姨）（Astro 欢喜台）
- 2013年 《欢喜欢喜就好（第五季）》（谢金莲-十三姨）（Astro 欢喜台）
- 2015年 《我的男友不是人》 （ntv7）
- 2016年 《脉动人心》 （ntv7）

## 主持人
- 2012年 《老行业》（13集）（Astro AEC）
- 2013年《欢喜到你家之欢喜厨房》（13集）（Astro 欢喜台）

## 外部連結
- KAY郭小溦